# Jozefa Šurková
Jozefa Šurková (* 14. října 1924) byla slovenská a československá politička Komunistické strany Slovenska a poslankyně Sněmovny národů Federálního shromáždění za normalizace.

## Biografie
K roku 1971 se profesně uvádí jako dělnice. Ve volbách roku 1971 zasedla do slovenské části Sněmovny národů (volební obvod č. 126 - Žiar nad Hronom, Středoslovenský kraj). Ve FS setrvala do konce funkčního období, tedy do voleb roku 1976.